# Eomellivora
Eomellivora — вимерлий рід доісторичних мустелових, тісно пов'язаний з медоїдом. Викопні решти знайдено в Азії, Північній Америці, Європі (в т. ч. Україні, на Одещині, Нова Еметівка та Гребеники). Неідентифіковані останки з Африки також можуть належати тварині з цього роду.

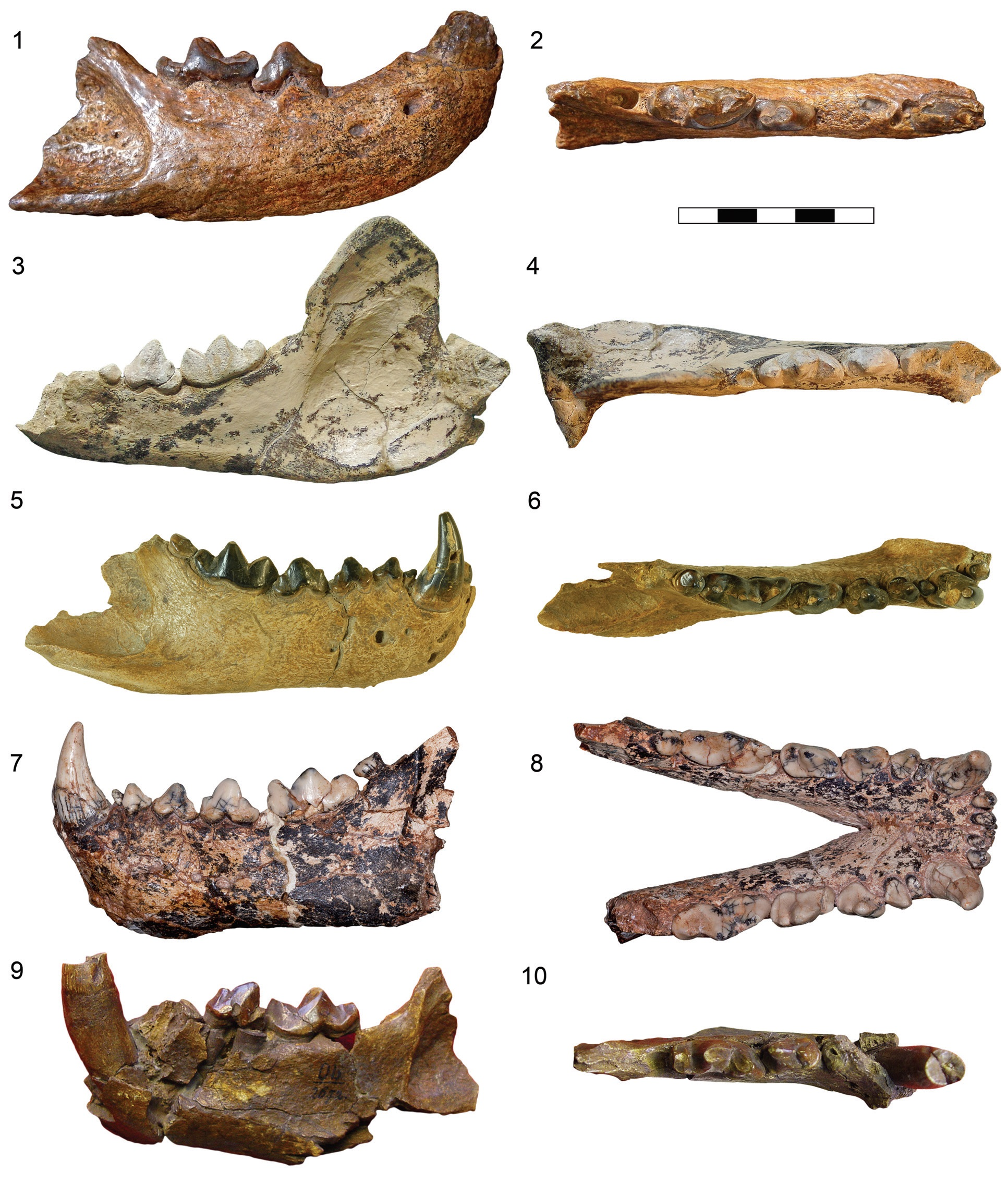
1, 2 — Eomellivora fricki, 3, 4 — Eomellivora piveteaui, 5, 6 — Eomellivora wimani, 7, 8 — Eomellivora ursogulo, 9, 10 — Eomellivora hungarica

Це була відносно велика хижа тварина довжиною 1.1 метра і вагою 35 кілограмів. Цей хижак мав дуже сильні щелепи з гребнем міцних нижніх зубів. На передній частині щелепи виднілися великі ікла.